# Vaquejada
La vaquejada (pronunciación en portugués: /vakeˈʒada/]) es un deporte típico de la región noreste de Brasil, en el que dos vaqueros (vaqueiros) a caballo persiguen a un toro, tratando de sujetarlo entre los dos caballos y dirigirlo hacia una meta (a menudo denotada con marcas de tiza), donde luego el animal es derribado.
El 6 de octubre de 2016, el Supremo Tribunal Federal de Brasil dictaminó que la vaquejada es ilegal y va en contra de la Constitución brasileña. El tema entró en cuestión cuando el Gobierno del Estado de Ceará aprobó una ley estatal sobre la práctica. El Procurador General recurrió contra ella ante el Tribunal Supremo, afirmando en la demanda que los animales eran tratados con crueldad. A su favor, el Gobierno de Ceará sostuvo que se trataba de un evento cultural y representaba una parte importante de la economía local. Según el Gobierno de Ceará, la vaquejada crea más de 200 mil puestos de trabajo.
La decisión de la Corte Suprema tiene cobertura nacional.

## Otras lecturas
- Luís da Câmara Cascudo (1969). A Vaquejada Nordestina E Sua Origem. Instituto Joaquim Nabuco de Pesquisas Socials.

- Datos: Q10389191
- Multimedia: Vaquejada / Q10389191